# Lore Thome
Lore Thome (* 26. Oktober 1931 in Bielefeld; † 27. März 2015) war eine deutsche Sozialwissenschaftlerin, Hochschullehrerin und Rektorin der Fachhochschule für Sozialwesen Esslingen.

## Leben
Lore Thome war Doktorin der Wirtschafts- und Sozialwissenschaften (Dr. rer. pol.). 1961 wurde sie an die Soziale Frauenschule des Schwäbischen Frauenvereins in Stuttgart berufen, dem Vorläufer der Fachhochschule für Sozialwesen Esslingen. Ab 1965 war sie als stellvertretende Rektorin der Sozialen Frauenschule maßgeblich an der Neuorganisation der Fachhochschule für Sozialwesen Stuttgart beteiligt und übernahm die Leitung des Fachbereichs Soziale Arbeit. Von 1978 bis 1993 war Lore Thome Rektorin der Fachhochschule für Sozialwesen Esslingen. Im Februar 1994 wurde sie pensioniert.
Lore Thome wurde mit dem Verdienstkreuz am Bande des Verdienstordens der Bundesrepublik Deutschland ausgezeichnet.